# جان هلند (ورزشکار)
جان هلند (انگلیسی: John Holland; ۲۰ دسامبر ۱۹۲۶ – ۹ ژوئن ۱۹۹۰) ورزشکار دو و میدانی اهل نیوزیلند بود.
وی در مسابقات کشوری و بین‌المللی در مجموع برندهٔ ۱ مدال نقره، ۲ مدال برنز شده‌است.